# 一の谷墳墓群遺跡
一の谷墳墓群遺跡（いちのたにふんぼぐんいせき）は、静岡県磐田市見付町の北西部にあった中世の大規模な墳墓群。

## 概要
1984年（昭和59年）に宅地開発の事前調査で存在が明らかにされ、その後の調査によって15500平方メートルの範囲に平安時代から江戸時代初期にかけての3000基以上の塚墓、土壙、集石墓などの墳墓があることが確認された。研究者からは国の史跡指定の価値があると評価され、市民による反対運動にもかかわらず、1989年（平成元年）に全面的に破壊された。
見付は遠江国の国衙・守護所が置かれた土地とされ、後に宿場町となって東海道五十三次の1つ見付宿となった。平安時代から南北朝時代にかけての在庁官人や守護被官およびその関係者のものとみられる墳墓と鎌倉時代後期以後の庶民などのものとみられる墳墓に分けることが可能である。墓地が穢として中心部から隔離された場所に置かれた中世都市の構造や墳墓の背景にある中世人の宗教観などを探る上で貴重であったと考えられているために破壊による損失は大きいとされている。